# 吉澳天后宮

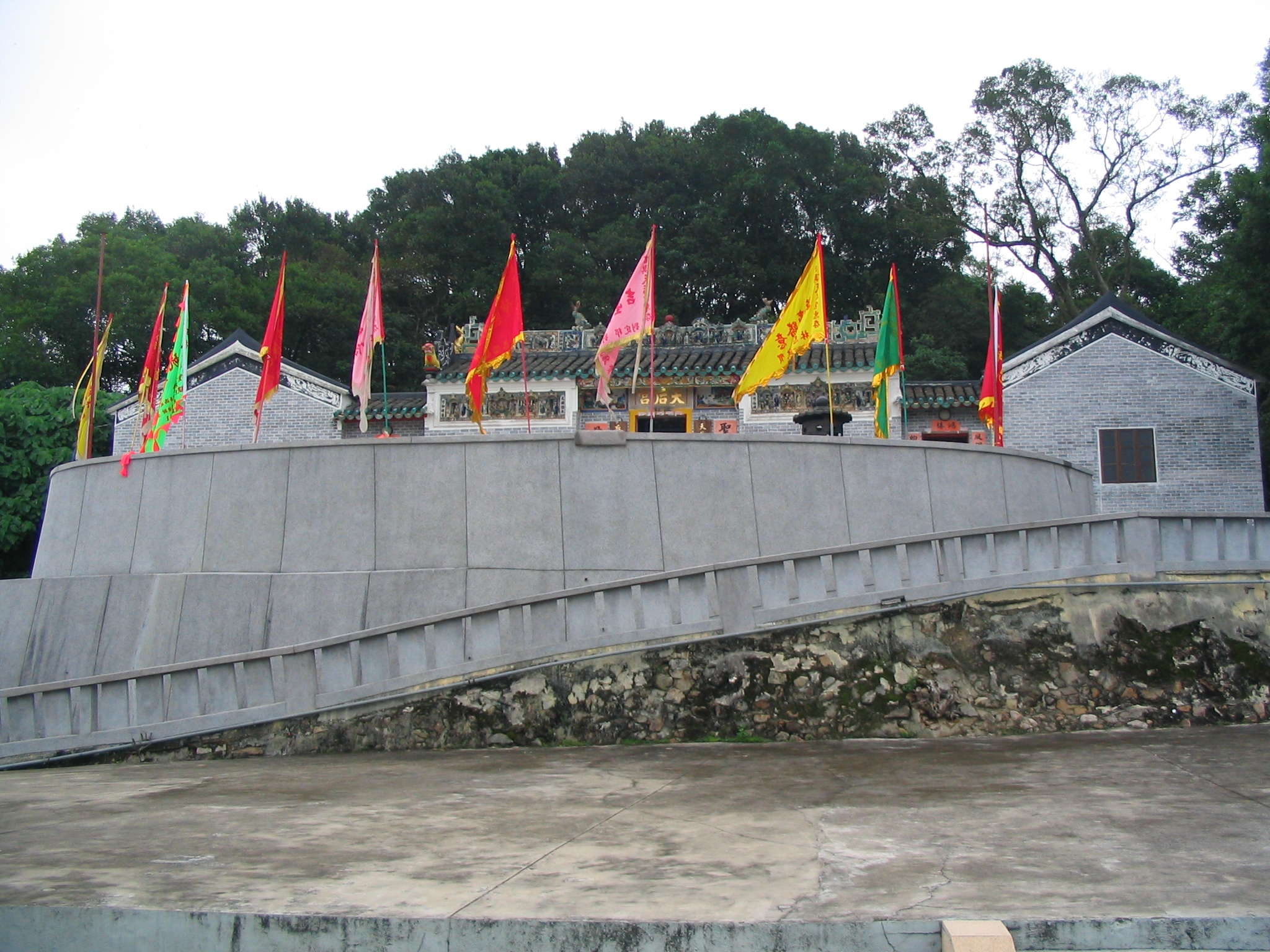
吉澳天后宮

吉澳天后宮是香港一所天后廟，位於新界北區東北部的吉澳西澳村，依山而建。吉澳天后宮的落成年份已不可考，而廟內現存最古老的物件是一個刻有「乾隆二十八年」（即1763年）的銅鐘，而該廟曾於光緒元年（即1880年）及1968年重修。天后宮正殿設有天后的神像，而左右兩邊則設有「順風耳」及「千里眼」護法神像。廟前有一棵很大的細葉榕，島上人稱姻緣樹，相傳站在樹下，伸手能抓牢剛掉下來的樹葉，便能有好姻緣。由於該樹橫著生長，所以被人認為是為是為了不要擋住天后看風景，所以故意這樣生長
廟門上奇怪地畫上了一對外國人門神，由於以前啹喀兵替廟宇翻新，不小心把油漆打翻，遮蓋原本的門神，惟有半靠記憶半靠想像力，重新畫上，所以門神面相似外國人多過似中國人。而安於廟中的另一黃色對門上的財神手拿著菜，亦出自啹喀兵之手，原來他們以為財神的「財」是「菜」，便出現了這個版本；對門因日久開始霉爛才被換上，放到廟內，所以遊客仍可看見這對別具特色的對門。

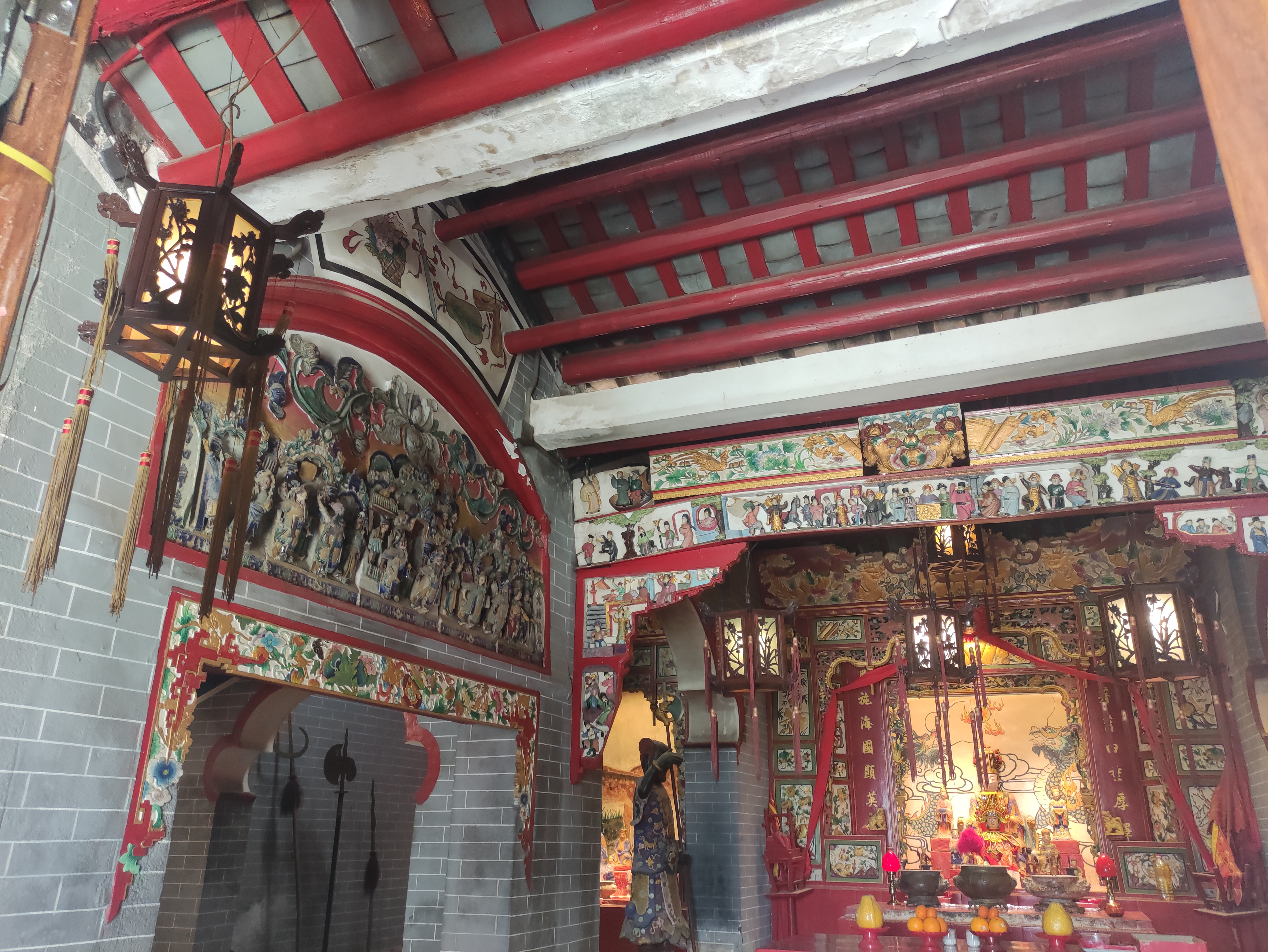
天后宮

## 外部連結
- 香港地質公園：李玉英向遊人傳承吉澳人文歷史